# Eric Owens (Sänger)
Eric Owens (* 11. Juli 1970 in Philadelphia) ist ein US-amerikanischer Opern- und Konzertsänger in der Stimmlage Bassbariton.

## Leben

### Jugend und Ausbildung
Owens wurde in Philadelphia geboren und begann im Alter von 6 Jahren an der Settlement Music School Klavier zu lernen. In der Mittelschule verlagerte sich sein Interesse auf die Oboe und er begann bei dem Englischhornisten Louis Rosenblatt vom Philadelphia Orchestra Oboe zu studieren. Später setzte er seine Oboenstudien bei Laura Ahlbeck fort, einer zweiten Oboistin im Orchester der Metropolitan Opera, während er die Central High School in Philadelphia besuchte. Während seines letzten Jahres an der Central High School, trat er in das Vor-College-Programm des Boyer College of Music and Dance an der Temple University ein, wo er begann bei George Massey Gesangsunterricht zu nehmen. Im Jahr 1989 immatrikulierte er sich als Student an der Temple University und machte 1993 seinen Bachelor of Music in „Vocal Performance“. Er nahm anschließend am Graduiertenprogramm für Gesang des Curtis Institute of Music in Philadelphia teil, wo er Schüler des Gesangslehrers Armen Boyajian wurde.

### Karriere
Nach seinem Master-Abschluss am Curtis Institute of Music nahm Owens am Young Artist Program der Houston Grand Opera teil, wo er sein Gesangsdebüt als Ramfis in Aida von Giuseppe Verdi gab. Weitere Rollen an der Houston Grand Opera waren Sarastro in Die Zauberflöte von Wolfgang Amadeus Mozart, Mephistopheles in Faust und Frère Laurent in Roméo et Juliette von Charles Gounod, Angelotti in Tosca von Giacomo Puccini sowie Aristotle Onassis in der Weltpremiere der Oper Jackie O von Michael Daugherty.
Seitdem hat ihn seine Karriere an viele der wichtigsten Opernhäuser der Welt geführt, darunter die San Francisco Opera (Debüt als Lodovico in Otello von Giuseppe Verdi), das Royal Opera House in London (Debüt als Oroveso in Norma von Vincenzo Bellini), die Los Angeles Opera (Debüt als Ferrando in Il Trovatore von Giuseppe Verdi), die Metropolitan Opera in New York City (Debüt als General Leslie Groves in Doctor Atomic von John Adams), die Opèra Bastille in Paris (Debüt als Sarastro in Die Zauberflöte) und die English National Opera (Rollen in Ariodante von Georg Friedrich Händel und L’Incoronazione di Poppea von Claudio Monteverdi).
Owens hat Partien in mehreren Weltpremieren zeitgenössischer Opern gesungen, einschließlich der Titelrolle als General Leslie Groves in der Weltpremiere von John Adams Doctor Atomic an der San Francisco Opera im Jahr 2005, der Rolle des Grendel in Elliot Goldenthals Oper Grendel, Transcendence of the Great Big Bad in der Uraufführung 2006 an der Los Angeles Opera und später im selben Jahr als Geschichtenerzähler in der Weltpremiere von John Adams Oper A Flowering Tree bei Peter Sellars New Crowned Hope Festival in Wien.
Im September 2010 sang und spielte Owens den Alberich in einer neuen Produktion des Opernzyklus Der Ring des Nibelungen von Richard Wagner durch die Metropolitan Opera.
In der Musiksaison 2013/2014 sang Owens unter anderem mit den Berliner Philharmonikern unter der Leitung von Sir Simon Rattle die Matthäus-Passion von Johann Sebastian Bach, gab den Sarastro in Wolfgang Amadeus Mozarts Die Zauberflöte an der Metropolitan Opera, hatte Anfang 2014 mit dem Vodnik ein neues Rollendebüt in Antonín Dvořáks Rusalka an der Lyric Opera of Chicago, sang den Hercules in der gleichnamigen Oper von Georg Friedrich Händel mit der Canadian Opera Company und gab den Alberich in Der Ring des Nibelungen von Richard Wagner an der Deutschen Oper Berlin und der Wiener Staatsoper. Außerdem hatte er ein Rezital gemeinsam mit der Sopranistin Susanna Phillips und dem Chicago Symphony Orchestra.
In der Opernsaison 2014/2015 sang Owens die Rolle von Porgy in George Gershwins Oper Porgy and Bess mit der Lyric Opera of Chicago, den Holländer in Richard Wagners Der fliegende Holländer an der Washington National Opera, Philippe II in Don Carlos von Giuseppe Verdi an der Opera Philadelphia und den Macbeth in Verdis gleichnamiger Oper beim Glimmerglass Festival.
Die Opernsaison 2015/2016 führte Owens wieder an die Washington National Opera (als Stephen Kumalo in Lost in the Stars von Kurt Weill) und an die Metropolitan Opera (als Orest in Elektra von Richard Strauss). Engagements in weiteren Vokalwerken in dieser Saison waren das Te Deum von Anton Bruckner mit dem Chicago Symphony Orchestra unter Riccardo Muti, die 9. Sinfonie von Ludwig van Beethoven mit dem St. Louis Symphony Orchestra und dem Minnesota Orchestra, Maurice Ravels L’enfant et les sortileges mit Esa-Pekka Salonen und dem Bayerischen Rundfunk, Johannes Brahms Ein deutsches Requiem mit dem Baltimore Symphony Orchestra und Antonín Dvořáks Stabat Mater mit Franz Welser-Möst und dem Cleveland Orchestra. Außerdem gab er den Simon in einer konzertanten Aufführung von Judas Maccabaeus von Georg Friedrich Händel.
Die Opernsaison 2016/2017 startete Owens an der Lyric Opera of Chicago als Wotan in Wagners Das Rheingold. Danach war er an der Metropolitan Opera in drei Opern zu hören: in L’amour de Loin von Kaijo Saariaho, in Rusalka von Antonín Dvořák und in Wolfgang Amadeus Mozarts Idomeneo. In der Rolle des Königs Dodon war er an der Santa Fe Opera in Der goldene Hahn von Nikolai Rimski-Korsakow zu hören und als Méphistophélès an der New Zealand Opera in Auckland in La Damnation de Faust von Hector Berlioz.
Seit 2018 war Eric Owens – neben den genannten – an zahlreichen weiteren Opern- und Konzerthäusern zu hören, darunter die Houston Grand Opera, De Nationale Opera in Amsterdam, die Seattle Opera, die Opéra National de Paris, in der Carnegie Hall, im Lincoln Center, der Thessaloniki Concert Hall, der Elbphilharmonie und im Müpa Budapest.

## Repertoire (Auswahl)

### Oper
| Komponist               | Oper                                        | Rolle                 |
| ----------------------- | ------------------------------------------- | --------------------- |
| John Adams              | Doctor Atomic                               | General Leslie Groves |
| John Adams              | A Flowering Tree                            | Geschichtenerzähler   |
| Vincenzo Bellini        | I Capuleti e i Montecchi                    | Capellio              |
| Vincenzo Bellini        | Norma                                       | Oroveso               |
| Alban Berg              | Wozzeck                                     |                       |
| Hector Berlioz          | La Damnation de Faust                       | Méphistophélès        |
| Benjamin Britten        | The Rape of Lucretia                        | Collatinus            |
| Michael Kevin Daugherty | Jackie O                                    | Aristotle Onassis     |
| Gaetano Donizetti       | Anna Bolena                                 | Enrico VIII           |
| Antonín Dvořák          | Rusalka                                     | Vodník                |
| George Gershwin         | Porgy and Bess                              | Porgy                 |
| Elliot Goldenthal       | Grendel, Transcendence of the Great Big Bad | Grendel               |
| Charles Gounod          | Faust                                       | Mephistopheles        |
| Charles Gounod          | Roméo et Juliette                           | Frère Laurent         |
| Georg Friedrich Händel  | Ariodante                                   | Il Re di Scozia       |
| Georg Friedrich Händel  | Hercules                                    | Hercules              |
| György Ligeti           | Le Grand Macabre                            |                       |
| Claudio Monteverdi      | L’Incoronazione di Poppea                   |                       |
| Wolfgang Amadeus Mozart | Die Zauberflöte                             | Sarastro              |
| Wolfgang Amadeus Mozart | Idomeneo                                    | La Voce               |
| Giacomo Puccini         | Tosca                                       | Angelotti             |
| Giacomo Puccini         | Tosca                                       | Il Barone Scarpia     |
| Nikolai Rimski-Korsakow | Der goldene Hahn                            | König Dodon           |
| Gioachino Rossini       | Il barbiere di Siviglia                     | Don Basilio           |
| Kaija Saariaho          | L’amour de loin                             | Jaufré Rudel          |
| Richard Strauss         | Elektra                                     | Orest                 |
| Giuseppe Verdi          | Aida                                        | Amonasro              |
| Giuseppe Verdi          | Aida                                        | Ramfis                |
| Giuseppe Verdi          | Don Carlos                                  | Philippe II           |
| Giuseppe Verdi          | Il trovatore                                | Ferrando              |
| Giuseppe Verdi          | Macbeth                                     | Macbeth               |
| Giuseppe Verdi          | Otello                                      | Lodovico              |
| Richard Wagner          | Das Rheingold                               | Alberich              |
| Richard Wagner          | Das Rheingold                               | Wotan                 |
| Richard Wagner          | Der fliegende Holländer                     | Der Holländer         |
| Richard Wagner          | Die Walküre                                 | Wotan                 |
| Richard Wagner          | Götterdämmerung                             | Alberich              |
| Richard Wagner          | Götterdämmerung                             | Hagen                 |
| Richard Wagner          | Siegfried                                   | Alberich              |
| Richard Wagner          | Siegfried                                   | Wanderer              |
| Richard Wagner          | Tristan und Isolde                          | König Marke           |
| Kurt Weill              | Lost in the Stars                           | Stephen Kumalo        |

### Vokalwerke
| Komponist               | Werk                       |
| ----------------------- | -------------------------- |
| John Adams              | El Niño                    |
| Johann Sebastian Bach   | Matthäus-Passion           |
| Ludwig van Beethoven    | 9. Sinfonie                |
| Johannes Brahms         | Ein deutsches Requiem      |
| Anton Bruckner          | Te Deum                    |
| Antonín Dvořák          | Stabat Mater               |
| Georg Friedrich Händel  | Judas Maccabaeus           |
| Wolfgang Amadeus Mozart | Requiem                    |
| Maurice Ravel           | L’enfant et les sortileges |
| Giuseppe Verdi          | Messa da Requiem           |

## Auszeichnungen
- 1996: Gewinner der Metropolitan Opera National Council Auditions.[9]
- 1999: ARIA Award[7]
- 2003: Marian Anderson Award[7]
- 2011: Grammy Award Best Opera Recording für John Adams: Doctor Atomic[7]
- 2012: Grammy Award Best Opera Recording für Richard Wagner: Der Ring des Nibelungen (Deutsche Grammophon)
- 2013: Opera News Award Winner
- 2017: Musical Americas „Vocalist of the Year“ Award[7]
- Zweiter Preis bei der Plácido Domingo Operalia Competition[1]
- Preis bei der Luciano Pavarotti International Voice Competition[1]

## Diskografie (Auswahl)
- John Adams: A Flowering Tree, aufgenommen mit dem London Symphony Orchestra (Nonesuch Records)
- Michael Kevin Daugherty: Jackie O, aufgenommen mit dem Houston Grand Opera Studio (Argo Records)[1]
- Wolfgang Amadeus Mozart: Requiem, aufgenommen mit dem Atlanta Symphony Orchestra (Teldec)[1]